# Desmos dubius
Desmos dubius är en kirimojaväxtart som först beskrevs av William Grant Craib, och fick sitt nu gällande namn av William Grant Craib. Desmos dubius ingår i släktet Desmos och familjen kirimojaväxter. Inga underarter finns listade i Catalogue of Life.